# ازیو کورلایتا
ازیو کورلایتا (ایتالیایی: Ezio Corlaita; ۲۵ اکتبر ۱۸۸۹ – ۲۰ سپتامبر ۱۹۶۷) دوچرخه‌سوار اهل ایتالیا بود.